# Fastnet-Regatta 1979

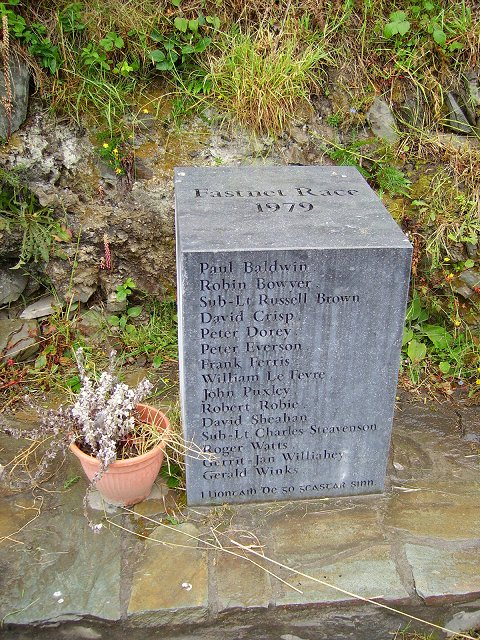
Gedenkstein für die 15 verstorbenen Segler, Cape Clear Island, Irland

Die Fastnet-Regatta von 1979 war die 28. Ausgabe des Fastnet Race, das alle zwei Jahre im Solent und in der Keltischen See stattfindet. Die Regatta von 1979 endete tragisch. Ein viel zu spät angekündigter Orkan brachte viele der teilnehmenden Segelboote in Seenot und ließ sie kentern oder sinken. Der Sturm forderte insgesamt 21 Menschenleben und gilt daher als größte Katastrophe des Segelsports. Insgesamt beteiligten sich auch über 4000 Leute an der Suche und Rettung von Überlebenden, womit sie auch als eine der größten zivilen Rettungseinsätze der Geschichte gilt.

“In 1979 the Fastnet Race became worldrenowned
outside of the sailing community,
but for all of the wrong reasons.”

„1979 wurde das Fastnet-Rennen weltberühmt außerhalb der Segelgemeinschaft, allerdings aus komplett falschen Gründen.“

## Verlauf der Regatta
Die Regatta startete wie vorgesehen am 11. August 1979 bei bestem Wetter. Es waren 303 Boote am Start mit insgesamt rund 2700 Besatzungsmitgliedern, die meisten davon Amateure, wie es noch heute bei diesem Rennen üblich ist. Dabei waren auch die drei deutschen Admiral’s-Cup-Yachten Tina-i-Punkt von Skipper Thomas Friese, die Jan Pott von Ulli Libor und die Rubin VI von Hans-Otto-Schümann, denn das Fastnet-Rennen war das Finale dieser Meisterschaft. Die Wetterprognosen versprachen Wind aus Südwest der Stärke 3 bis 4, also optimale Segelbedingungen für den Kurs nach Nordwest.
Erst am 13. August, verbreiteten französische und englische Wetterstationen eine Sturmwarnung für einzelne Gebiete. Um das Rennen noch abzubrechen oder umzukehren, war das viel zu spät. In der Gegend südlich und südöstlich von Fastnet Rock gibt es auch keine Schutzhäfen. Die Warnung, dass Winde der Stärke 10 erwartet würden, erreichte die Schiffe praktisch gleichzeitig mit dieser Tatsache. Das Quecksilber war zuvor so schnell gefallen, wie es selbst erfahrene Skipper nicht kannten. Der Sturm traf am Abend des Montags, des 13. August auf die Flotte. Besonders schwer wütete er in der Keltischen See zwischen 02:00 und 06:00 Dienstag früh. Zu dieser Zeit waren dort hauptsächlich kleine und mittlere Yachten noch unterwegs, die größeren (und schnelleren) hatten zu dem Zeitpunkt das Ziel schon fast erreicht.

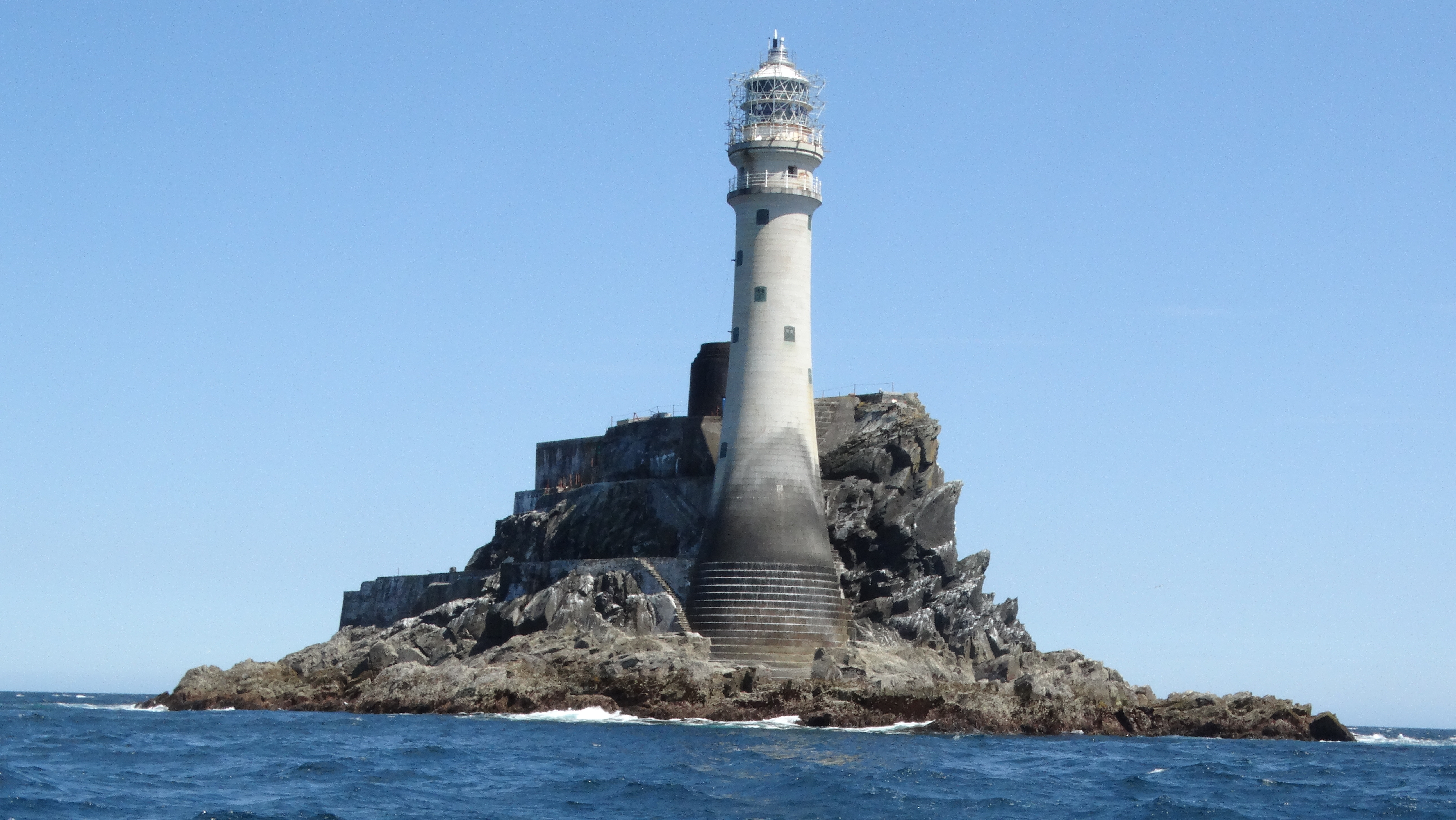
Der Fastnet Rock, der dem Rennen den Namen gab, ist für immer mit der größten Katastrophe des Segelsports verbunden

Mit dem Durchzug der Kaltfront drehte der Wind nach Nordwest, und der extreme Druckgradient verursachte sehr hohe Wellen. Die nun entstehende Kreuzsee begünstigte auch die Entstehung von Monsterwellen, die 10 bis 15 m erreichen konnten. Der tosende Sturm ließ 112 Yachten sogenannte „Knockdowns“ erfahren (der Mast wird mindestens flach aufs Wasser gedrückt) und 77 erlebten sogar eine Durchkenterung (Vorgang, bei dem sich das Schiff einmal um seine Längsachse dreht). 11 Yachten verloren ihren Mast, noch sehr viel mehr erlitten andere Schäden am Rigg oder den Segeln. Eine sehr große Zahl der Yachten erlitten Ruderschäden, denn diese waren bei den Yachten jener Zeit besonders empfindlich. Eindringendes Wasser verwüstete zudem die Inneneinrichtungen und machte Maschinen und Funkgeräte unbrauchbar.
Glück hatte, wer bei einem Knockdown oder einer Durchkenterung einen Lifebelt trug und so mit der Yacht verbunden blieb – wenngleich oft mit Blessuren oder außenbords hängend.
Die Schicksale von zumindest zwei schwer getroffenen Crews sind gut dokumentiert, die der Grimalkin und der Trophy. Die Trophy erlitt zwei Knockdowns, verlor dabei sowohl Mast als auch das Ruder und die Kabine lief voll Wasser. Da die Crew fürchtete, das Boot würde sinken, stieg sie in die Rettungsinsel um, was zunächst auch gelang. Leider kenterte dann aber auch die Rettungsinsel und zwei der Luftkammern wurden durchlöchert. Dabei wurden drei Crewmitglieder weggespült. Zwei wurden schließlich von einem Helikopter gerettet, die drei verbleibenden vom holländischen Zerstörer HNLMS Overijssel.
Auch die Grimalkin wurde von der See wild herumgeworfen, was dazu führte, dass sich der Skipper schwer verletzte und immer wieder die Besinnung verlor. Als das Boot dann mehrere Minuten kopfüber liegen blieb, wurde er über Bord gespült. Drei Crewmitglieder bestiegen die Rettungsinsel, sie wurden am Morgen gerettet. Von den zwei weiteren Mitseglern, die sie bereits für tot gehalten hatten, überlebte schließlich nur einer.
Insgesamt verloren bei der Regatta 21 Segler ihr leben, 15 Teilnehmer und 6 die auf den Yachten Bucks Fizz und Tempean im Gebiet unterwegs waren und das Rennen beobachten wollten. Weil die Namen der zwei Opfer der Tempean lange unbekannt blieben, ist insbesondere in älteren Berichten von nur 15 oder 19 Opfern zu lesen.
Als am Morgen der Wind etwas abnahm, startete die größte zivile Rettungsaktion der Geschichte. Daran beteiligten sich alle Boote der Royal National Lifeboat Institution von ganz Südengland, dazu die Royal Navy und sämtliche Schiffe, die in der Gegend unterwegs waren. 125 Personen wurden aus Seenot gerettet und 20 Yachten in Häfen eingeschleppt. 24 Yachten waren aufgegeben worden, davon sanken allerdings nur 5.
Rettungsflieger berichteten später von 60 Knoten Wind (111 km/h, Bft 11) und Seegangstärke 8 (50–60 Fuß, über 10 Meter).

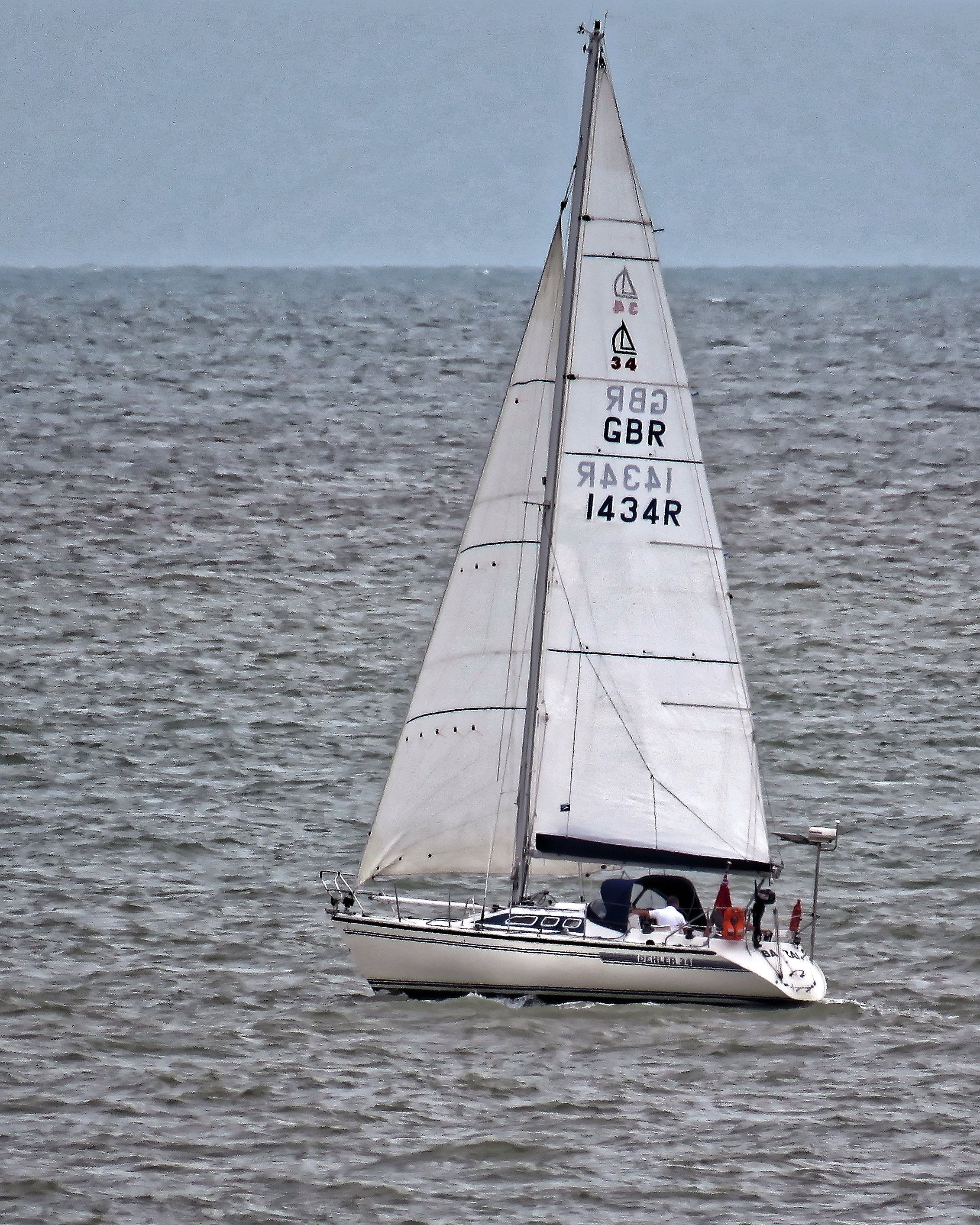
Die Segelnummer, die hier deutlich im Großsegel zu sehen ist, ist nicht mehr zu erkennen, wenn dieses Segel bei Starkwind geborgen wird

Während sich die Suche am 14. August auf jene Yachten und Segler beschränkte, von denen bekannt war, dass sie sich in Seenot befanden, wurde die Suche insgesamt noch bis zum 16. August fortgesetzt. Die Suche wurde dadurch erschwert, dass niemand wusste, wie viele Yachten tatsächlich gestartet waren. Da zudem viele Yachten aufgegeben hatten und in diverse Häfen eingelaufen waren oder in Sicherheit geschleppt werden mussten, war lange unklar, ob noch nach möglichen weiteren havarierten Yachten oder einzelnen Personen gesucht werden muss. Die eindeutige Identifikation einer Segelyacht, die für die Rettungskräfte zentral ist, erfolgt üblicherweise über deren Segelnummer. Diese befindet sich normalerweise nur im Top des Großsegels, nicht aber auf Sturmsegeln, und ist auch nicht zu sehen, wenn eine Yacht vor Top und Takel (ohne Segel vor dem Wind) läuft. Noch schwieriger war die Identifikation von Rettungsinseln und anderen Rettungsmitteln. Diese waren in großer Zahl von Bord gespült worden und hatten sich selbständig geöffnet. Niemand wusste, ob in diesen Inseln noch jemand war – oft waren sie leer – oder zumindest gewesen war und jetzt gesucht werden musste. EPIRBs waren noch nicht vorgeschrieben.
Generell schwierig war auch die Kommunikation. Nur 32 der teilnehmenden Boote waren mit Kurzwellenfunkgeräten ausgestattet, die für dieses Seegebiet eigentlich von der Reichweite her erforderlich gewesen wären. Die Installation dieser Ausrüstung war damals für viele schlicht zu teuer. Ein Drittel der Teilnehmer hatten auch keine UKW-Funkstation installiert, waren also für einen Notruf auf andere Seenotsignale angewiesen, hauptsächlich also Pyrotechnik. Deren Reichweite ist aber – insbesondere in schlechtem Wetter – sehr beschränkt. Bei jenen Booten, die eigentlich mit UKW ausgestattet waren, war zudem die Ausfallquote hoch. Viele Anlagen funktionierten wegen Wassereinbruch, defekter Batterien oder fehlender Antennen nicht mehr. Da sich die UKW-Antenne einer Segelyacht für gewöhnlich auf der Mastspitze befindet, funktioniert sie konstruktionsbedingt nach einem Mastbruch nicht mehr. Durch die großangelegte Suchaktion waren die Notfrequenzen stark aus- und teilweise überlastet. Fehlende Funkdisziplin einzelner Yachten führte nicht gerade zu einer Verbesserung der Situation.

## Rennausgang
Das Resultat des Rennens rückte ob der Tragödie in den Hintergrund. Als First Ship Home konnte sich die Condor von Bob Bell feiern lassen, die selber einen Knockdown unter Spinnaker(!) erlebt hatte und von Geschwindigkeiten von sagenhaften 27 Knoten berichtete. Das Rennen bei den größten Booten gewann Tenacious von Ted Turner. Diese Kategorie war auch die einzige, die unbeschadet ins Ziel kam, da diese schnellen Boote dem Sturm davonfahren konnten.
Bei den anderen Kategorien sah das deutlich schlechter aus. Insgesamt erreichten von den 303 gestarteten Yachten nur 85 das Ziel, alle anderen waren aufgegeben worden oder hatten das Rennen abgebrochen. In der Kategorie V, der kleinsten Bootsklasse, erreichte sogar nur ein einziges Boot die Ziellinie.

## Folgen
Die Katastrophe führte zu einer Neubeurteilung der Sicherheit in der Sportschifffahrt, die bis heute nachwirkt. Unter anderem wird seither gelehrt, dass man nur dann in die Rettungsinsel steigen soll, wenn das Schiff bereits sinkt, und nicht bereits, wenn man befürchtet, dass dies passieren könnte. Das Schiff ist, solange es noch schwimmt, auch dann der sicherere Ort, wenn es schwer beschädigt ist. Es gibt mehr Ausrüstung und Verpflegung an Bord, es liegt stabiler im Wasser und es ist auch im Sturm relativ gut von Rettungsmannschaften zu sehen. Diese neue Verhaltensempfehlung wurde insbesondere durch die Tatsache gestützt, dass von den 24 aufgegebenen Yachten schließlich nur 5 tatsächlich gesunken sind. Tests im Rahmen einer Sicherheits-Testreihe mit der Yacht Fizzical viele Jahre später zeigten aber auch, dass eine Durchkenterung des Schiffes die Crew in Panik versetzen kann, weil dabei die Inneneinrichtung durch herumfliegende Gegenstände und sich lösende Elemente schwer beschädigt werden kann oder Personen verletzt werden. Es kam auch vor, dass eigentlich „fest“ eingebaute, schwere Ausrüstungsteile wie Gaskochherde oder Batterien sich aus ihrer Verankerung lösten und hinunterstürzten.
Die RORC führte eine umfassende Untersuchung des Unglücks in Zusammenarbeit mit der RYA durch, um mögliche Verbesserungen bei der Konstruktion und Ausrüstung von Yachten zu finden. Dazu wurden an alle beteiligten Skipper und viele Crewmitglieder Fragebogen verschickt und ausgewertet. Der Bericht listet eine Vielzahl von Verbesserungsmöglichkeiten in vielen Bereichen auf, die teilweise bis heute Bestand haben und zu einer deutlichen Verschärfung der Sicherheitsvorschriften für Offshore-Regatten führte. Weitere Verschärfungen folgten dann 1998 als Folge eines vergleichbaren Sturms bei der Sydney-Hobart-Regatta in jenem Jahr, bei der 6 Segler ums Leben kamen.

## Empfehlungen
Das Untersuchungskomitee betrachtete viele Punkte in ihrem Bericht, der drei Monate nach dem Rennen veröffentlicht wurde. Viele davon haben bis heute Bestand.
Auf technischer Seite wurden für folgende Punkte Verbesserungsvorschläge gemacht:
- Am auffälligsten war die Zahl der Yachten, die im Sturm Schäden an ihrer Ruderanlage erlitten hatten. Die Ruder jener Zeit bestanden aus offenbar zu schwach dimensionierter Kohlenstofffaser. Heute nimmt man dafür Glasfaserverstärkter Kunststoff über einem Stahlskelett. Auch Notpinnen für den Fall, dass Probleme mit den Steuerseilen auftreten, gehören heute zur Standardausrüstung jeder Fahrtenyacht.
- Viel Wasser drang über den Niedergang in die Schiffe ein. Wenn das Cockpit geflutet wurde, floss das Wasser ins Schiff statt außenbords, weil die Niedergänge nicht geeignet abgedichtet werden konnten und außerdem die Lenzrohre zu dünn bemessen waren. Es gab sogar Yachten, bei denen die Lenzpumpe das Wasser aus dem Schiff ins Cockpit statt direkt außenbords beförderte.
- Schwere Dinge müssen auch bei einer Durchkenterung an ihrem Ort bleiben, damit sie kein Chaos verursachen können oder die Crew in Panik versetzen.

Dazu ist heute jede an einem Offshore-Rennen teilnehmende Yacht verpflichtet, Sturmsegel mitzuführen. Eine Säge oder ein anderes Werkzeug zum Durchtrennen von Wanten gehört ebenfalls zur zwingenden Ausstattung. Sie hilft nach einem Mastbruch den Mast vom Schiff zu trennen, um eine weitere Beschädigung des Rumpfes zu vermeiden.
Obwohl das Untersuchungskomitee zwar nicht restlos davon überzeugt war, dass eine Ausrüstungspflicht mit UKW-Seefunkgeräten im Jahr 1979 geholfen hätte, mehr Leben zu retten, wurde diese Möglichkeit doch diskutiert und schließlich auch umgesetzt. 1981 waren Funkgeräte für alle teilnehmenden Yachten Vorschrift, ab 1983 waren auch GPS-Geräte zulässig. Beides ist heute auf keiner seegehenden Yacht mehr wegzudenken. Während des Rennens von 1979 waren einige Yachten auch mit ungenügendem Kartenmaterial ausgestattet, so dass die Skipper gar nicht über mögliche Schutzhäfen informiert waren.

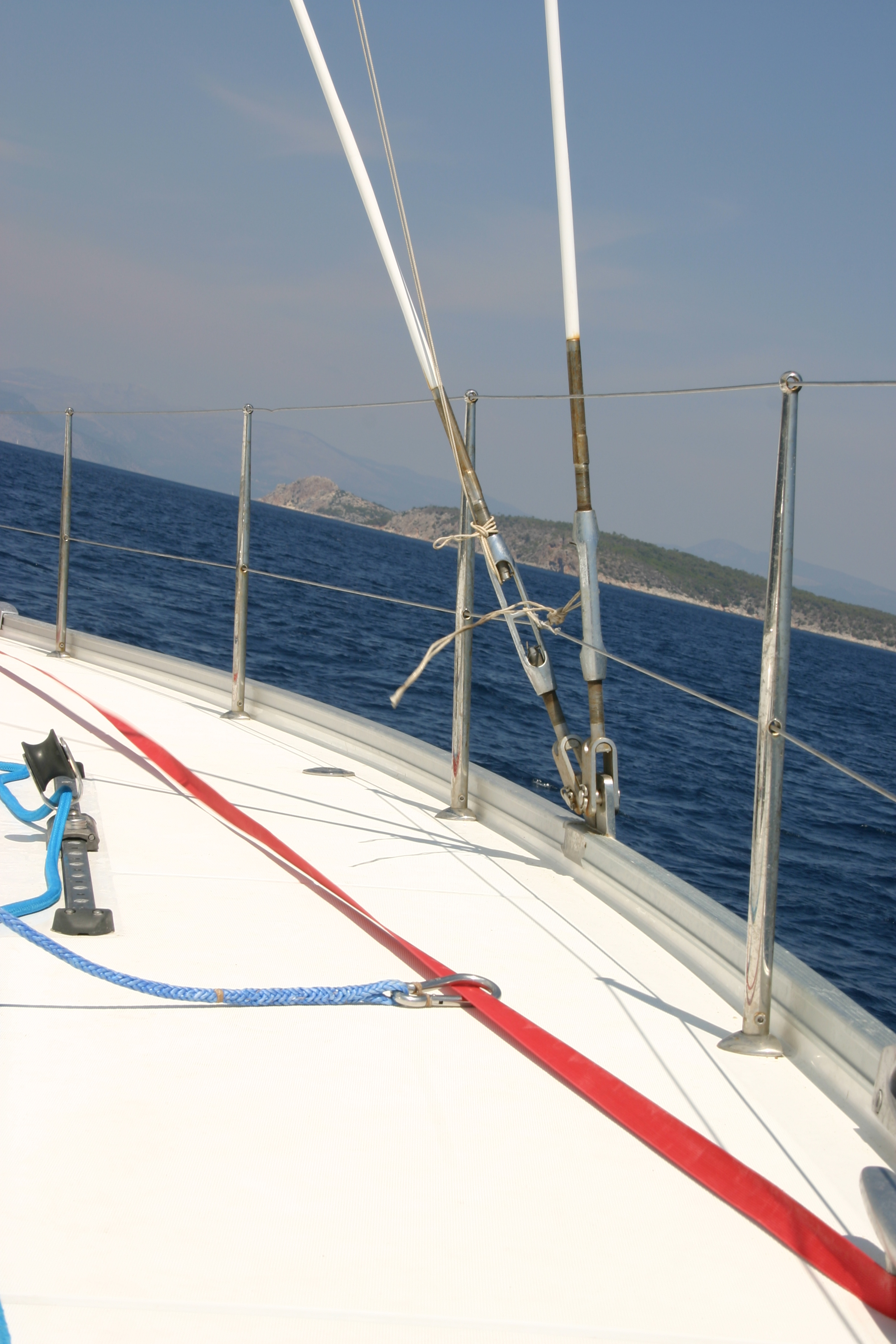
Das Strecktau (hier rot) ist eine gute Möglichkeit, sich auf dem Vorschiff zu sichern, die Reling nicht.

Es gab auch neue Empfehlungen bezüglich dem Einsatz von Lifebelts und Strecktauen. So sollten seither Lifebelts statt zwei besser drei Karabiner besitzen, damit man beim Umhängen permanent gesichert bleibt. Solche mit nur zwei Karabinern sind zwar nach EN ISO 12401 immer noch erhältlich, aber nicht mehr sehr verbreitet. Lifebelts müssen zudem an dafür vorgesehenen Ösen oder einem starken Strecktau eingehakt werden können. Sechs Segler sollen ihr Leben wegen versagender Sicherungspunkte oder Lifebelts verloren haben. Zudem gilt seither: Die Reling ist kein sicherer Ankerpunkt für eine Lifeline, weil sie der längeren Belastung durch ein daran hängendes Crewmitglied nicht standhalten könnte. Zudem könnte man daran hängend trotzdem ertrinken. Dazu kamen auch Empfehlungen zur Konstruktion von Rettungsinseln, denn diese hatten mehrfach grob versagt und waren auseinandergerissen oder wurden durchlöchert. 1979 waren selbstaufblasbare Rettungswesten mit integriertem Lifebelt noch die Ausnahme. Die Untersuchung empfahl, die Hersteller zu drängen, mehr solche Produkte anzubieten. Heute gehören diese zur Standardausrüstung von Segelyachten.
Das Untersuchungskomitee konnte keine Hinweise dafür finden, dass fehlende Erfahrung der Skipper ursächlich oder begünstigend für den Tod der Crewmitglieder war. Dennoch wurde für solche Langstreckenrennen empfohlen, eine Qualifikation der teilnehmenden Crews und Skipper einzufordern.
Obwohl die Untersucher darauf hinweisen, dass die Erkenntnis nicht neu war, gilt der Untersuchungsbericht von 1979 als Grundlage dafür, dass man die Yacht keinesfalls vorzeitig verlassen sollte. Die Rettungsinsel ist auch kein 100-prozentig sicherer Ort.
Der Untersuchungsbericht schließt mit den Worten:

“The Fastnet is a supreme challenge to ocean racing yachtsmen in British
waters. In the 1979 race the sea showed that it can be a deadly enemy and that
those who go to sea for pleasure must do so in the full knowledge that they
may encounter dangers of the highest order. However, provided that the
lessons so harshly taught in this race are well learnt we feel that yachts should
continue to race over the Fastnet course.”

„Das Fastnet ist eine große Herausforderung für Ozean-Regattasegler in britischen Gewässern. Im Rennen von 1979 zeigte die See, dass sie ein tödlicher Gegner sein kann und dass alle, die zum Spaß zur See fahren, dies im Bewusstsein tun müssen, dass sie Gefahren höchsten Grades antreffen können. Weil wir aber die Lektion, die wir so auf die harte Tour lernen mussten, gelernt haben, glauben wir, dass Yachten weiterhin den Fastnet-Kurs segeln sollen.“

### Online
- dpa/pk: Tief Y brachte den Tod für 19 Segler. In: Welt.de. 12. August 2019, abgerufen am 16. Februar 2025.

- James Boyd: Flying High at Fifty. 2023 (englisch, rolexfastnetrace.com).
- Sir Hugh Forbes, Sir Maurice Laing, LC James Myatt: 1979 Fastnet Race Inquiry. Hrsg.: Royal Ocean Yacht Club. Dorset 1979 (englisch, blur.se [PDF]).

### Videos
- Kurzvideo der RNLI auf YouTube, abgerufen am 16. Februar 2025 (englisch; Laufzeit: 1:43).
- Racing Into Disaster - The Fastnet Sailing Tragedy (1979) auf YouTube, abgerufen am 16. März 2025 (englisch; Laufzeit: 14:04).
- Sven Kaulbar: Katastrophe in der Irischen See; NDR-Dokumentation.